# يارا بدر
يارا بدر هي صحفية سورية وناشطة في مجال حقوق الإنسان. تشغل حاليا برفقة زوجها المحامي والناشط مازن درويش رئاسة المركز السوري المستقل للإعلام وحرية التعبير، الذي تأسس في دمشق عام 2004. كُرِمَتْ من قِبل العديد من منظمات حقوق الإنسان الدولية، بما فيها هيومن رايتس ووتش، ومنظمة آيفكس، ومنظمة العفو الدولية، عن اسهاماتها في تسليط الضوء على المعتقلين السوريين وسياسة تكميم الأفواه التي يقودها النظام في سوريا على الرغم من المخاطر التي كانت تهدد سلامتها.

## النشاط والاعتقال
بموجب عملها دأبت يارا بدر على الكشف على الاعتقالات وأساليب تعذيب الصحفيين المعتمدة في سوريا. بشأن خاص اعتقالات الناشطين وانتهاكات حقوق الإنسان التي ارتكبها نظام بشار الأسد.
في فبراير 2012، اعتقلت يارا مع 14 موظفا في المركز السوري المستقل للإعلام وحرية التعبير، بمن فيهم مديره وزوجها مازن درويش والناشطة البارزة رزان غزاوي، اللذان قُبض عليهم خلال مداهمة في مكاتبهم من قبل أجهزة المخابرات الجوية السورية. تم إطلاق سراح بعضهم بعد بضعة أيام، في 10 مايو 2012، تم إطلاق سراح ثمانية آخرين، من بينهم يارا بدر ليوجهوا للمحاكمة بتهمة «حيازة منشورات محظورة». فيما وجهت لزوجها مازن درويش وثلاثة أشخاص آخرين تهمة «الترويج للهجمات الإرهابية» وتم اخفاءهم قسريا لمدة تسعة أشهر قبل نقله إلى سجن في دمشق وسط تقارير أفادت بتعرضهم للتعذيب. في أغسطس 2015، تم الإفراج عن مازن درويش رفقة زملائه الاخرين حسين غرير وهاني الزيتاني. في نفس السنة، أجبرت يارا وزوجها على النفي خارج البلاد، حيث استقرا في برلين مسافرين عبر العالم للمطالبة بتحقيق العدالة للمواطنين السوريين.
منذ عام 2015، كرمت منظمة هيومن رايتس ووتش يارا بدر بجائزة آليسون دي فورج المقدمة للأنشطة الاستثنائية. كما تسلمت خلال احتفالات اليوم العالمي لحرية الصحافة، جائزة اليونسكو لحرية الصحافة العالمية في لاتفيا نيابة عن زوجها مازن درويش. في عام 2012، حازت على جائزة إلاريا ألبي للصحفيات الشجاعات.